# こいでみえこ
こいで みえこ（8月26日 - ）は、日本のBL漫画家。血液型はA型。

## 作品
- 放課後の職員室（1992年12月、ビブロス）
- やってらんねェぜ!（1996年1月、原作：秋月こお、徳間書店）
- 私的見解（1996年8月、KK COMPANY）
- ロマンスにおまかせ!（1997年3月、新書館）
- 空室なし!!（1997年8月、ビブロス）
- 空中散歩（1997年8月、KK COMPANY）
- 夜間飛行（1997年12月、KK COMPANY）
- 花色吐息（1998年8月、KK COMPANY）
- 魔法の呟き（1998年12月、KK COMPANY）
- ハーフムーン・エモーション やってらんねェぜ!外伝（2001年4月、原作：秋月こお、徳間書店）
- N・G（2001年9月、新書館）
- 微熱のカルテ（2002年4月、徳間書店）
- 愛があれば年の差なんて（2003年1月、ビブロス）
- 恋の病につける薬（2003年12月、新書館）
- キスじゃとまらない!（2004年3月、角川書店）
- 唇に甘い毒（2005年6月、新書館）
- BRIDAL NIGHT（2005年8月、KK COMPANY）
- 恋のツメアト（2006年4月、徳間書店）
- 寝ても醒めても（2006年6月、新書館）
- 支配者の恋（2007年8月、KK COMPANY）
- 片恋パラダイス（2008年7月、日本文芸社）
- 二葉狂奏曲
- 残酷遊戯
- ロマンスにおまかせ!
- N.G!
- 一周回って恋をする（2018年5月、徳間書店）
- 闇に哭く光（原作：菅野彰、2018年 - 2019年、オークラ出版）
- 好きだから嘘をつきました（2020年7月、光彩書房）
- 愛とピースと（2021年5月、徳間書店）

### イラスト
- それはひとつしかなくて（1993年12月、川原つばさ、不二家/KK COMPANY）
- コンペティション（1994年5月、徳田央生、白泉社）
- なりふりかまっちゃいられない（2004年3月、飛田もえ、光風社出版）
- ミツバチの王様（2004年8月、中原一也、二見書房）